# KK Borac Banja Luka
Le KK Borac Banja Luka (en serbe cyrillique : КК Борац Нектар) ou le KK Borac Nektar est un club de basket-ball bosnien basé à Banja Luka, la capitale de la république serbe de Bosnie.

## Histoire
Le club est le plus ancien club de basket-ball en république serbe de Bosnie. Il a été fondé en 1947 sous le nom de KK Borac.
Actuellement, le club est aussi connu sous le nom de KK Nektar. En effet, le club a porté ce nom durant une période avant de reprendre son nom d'origine. Le KK Nektar désigne toutefois encore les équipes jeunes du club.
Outre sa présence régulière dans le championnat de Bosnie-Herzégovine, le KK Borac Banja Luka a participé plusieurs fois dans la ligue adriatique, championnat regroupant les meilleures équipes de l'ex-Yougoslavie. Également, en 2008, le club a participé à la compétition continentale de l'EuroChallenge. Il a perdu lors du second tour des qualifications contre l'EWE Baskets Oldenburg.

## Palmarès
- Championnat de Bosnie-Herzégovine (1)
  - 1999-2000
- Championnat de la république serbe de Bosnie (8)
  - 1993-1994, 1994-1995, 1995-1996, 1996-1997, 1997-1998, 1998-1999, 2001-2002, 2006-2007
- Coupe de la république serbe de Bosnie (9)
  - 1993-1994, 1994-1995, 1995-1996, 1996-1997, 1997-1998, 1998-1999, 2001-2002, 2006-2007, 2008-2009